# Teigny
Teigny és un municipi francès, situat al departament del Nièvre i a la regió de Borgonya - Franc Comtat. L'any 2007 tenia 119 habitants.

## Demografia

### Població
El 2007 la població de fet de Teigny era de 119 persones. Hi havia 60 famílies, de les quals 24 eren unipersonals (20 homes vivint sols i 4 dones vivint soles), 20 parelles sense fills, 12 parelles amb fills i 4 famílies monoparentals amb fills.
La població ha evolucionat segons el següent gràfic:
Habitants censats

### Habitatges
El 2007 hi havia 84 habitatges, 54 eren l'habitatge principal de la família, 21 eren segones residències i 8 estaven desocupats. 79 eren cases i 3 eren apartaments. Dels 54 habitatges principals, 41 estaven ocupats pels seus propietaris, 10 estaven llogats i ocupats pels llogaters i 3 estaven cedits a títol gratuït; 1 tenia una cambra, 6 en tenien dues, 10 en tenien tres, 18 en tenien quatre i 19 en tenien cinc o més. 37 habitatges disposaven pel capbaix d'una plaça de pàrquing. A 32 habitatges hi havia un automòbil i a 13 n'hi havia dos o més.

### Piràmide de població
La piràmide de població per edats i sexe el 2009 era:
| Homes | Edats   | Dones |
| ----- | ------- | ----- |
| 0     | 95 o +  | 0     |
| 0     | 90 a 94 | 4     |
| 0     | 85 a 89 | 8     |
| 4     | 80 a 84 | 4     |
| 8     | 75 a 79 | 0     |
| 0     | 70 a 74 | 0     |
| 4     | 65 a 69 | 4     |
| 8     | 60 a 64 | 4     |
| 0     | 55 a 59 | 4     |
| 8     | 50 a 54 | 4     |
| 8     | 45 a 49 | 12    |
| 0     | 40 a 44 | 0     |
| 8     | 35 a 39 | 8     |
| 4     | 30 a 34 | 0     |
| 0     | 25 a 29 | 4     |
| 4     | 20 a 24 | 0     |
| 0     | 15 a 19 | 12    |
| 0     | 10 a 14 | 8     |
| 4     | 5 a 9   | 0     |
| 12    | 0 a 4   | 0     |

## Economia
El 2007 la població en edat de treballar era de 69 persones, 49 eren actives i 20 eren inactives. De les 49 persones actives 45 estaven ocupades (24 homes i 21 dones) i 4 estaven aturades (2 homes i 2 dones). De les 20 persones inactives 5 estaven jubilades, 10 estaven estudiant i 5 estaven classificades com a «altres inactius».

### Ingressos
El 2009 a Teigny hi havia 44 unitats fiscals que integraven 95 persones, la mediana anual d'ingressos fiscals per persona era de 19.042 €.

### Activitats econòmiques
L'únic establiment que hi havia el 2007 era d'una empresa de transport.
L'any 2000 a Teigny hi havia 8 explotacions agrícoles que ocupaven un total de 388 hectàrees.

## Equipaments sanitaris i escolars
El 2009 hi havia una escola elemental integrada dins d'un grup escolar amb les comunes properes formant una escola dispersa.

## Poblacions més properes
El següent diagrama mostra les poblacions més properes.